# 労働力
労働力（ろうどうりょく）とは、財・サービスという生産物を作るために投入される人間の能力。肉体的なもののみならず、知的なものも含む。
日本語においては、以下二つの異なる外来語が労働力と訳されるため、区別が必要である。
- Workforce, Labor force - 労働統計上の用語。労働力人口を参照。
- Labor power - マルクス経済学における用語

また労働参加率（labor force participation rate, LFPR もしくは economic activity rate, EAR）とは、人口におけるLabor forceの割合を指す。

## マルクス経済学における労働力
マルクス経済学においては、労働力（Labor power）は人間の労働能力の要素の総和、生産力の主体を指す。労働力によって生み出される行為を労働と呼び、マルクス経済学において両者は厳密に区別される。
資本主義社会では、労働力は商品となり、資本家によって市場で売買されるものとなる。労働者は資本家に労働力を売って賃金を受け取る。労働時間（労働力が生み出す価値）が労働力の価値より大きい場合、剰余価値が発生し、資本家は搾取した剰余価値を資本として蓄積する。
労働力も他の商品と同様に価値と使用価値がある。労働力の使用価値は新たな価値の創造であり、価値は労働力の維持・再生産に必要な生活手段の価値である。ただし、労働力は人間と切り離せないところに他の商品との違いがある。